# Chloropteryx pallescens
Chloropteryx pallescens är en fjärilsart som beskrevs av W. Warren 1909. Chloropteryx pallescens ingår i släktet Chloropteryx och familjen mätare. Inga underarter finns listade i Catalogue of Life.